# Clark County (Ohio)
Clark County ist ein County im Bundesstaat Ohio der Vereinigten Staaten. Der Verwaltungssitz (County Seat) ist Springfield.

## Geographie
Das County liegt etwas südwestlich des geographischen Zentrums von Ohio und hat eine Fläche von 1045 Quadratkilometern, wovon zehn Quadratkilometer Wasserfläche sind. Es grenzt im Uhrzeigersinn an folgende Countys: Champaign County, Madison County, Greene County, Montgomery County und Miami County.
Das County wird vom Office of Management and Budget zu statistischen Zwecken als Springfield, OH Metropolitan Statistical Area geführt.

## Geschichte
Clark County wurde am 26. Dezember 1817 aus Teilen des Champaign-, Greene- und Madison County gebildet. Benannt wurde es nach George Rogers Clark, einem Pionier, Kämpfer im Amerikanischen Unabhängigkeitskrieg und Indianerkenner.
38 Bauwerke und Stätten des Countys sind im National Register of Historic Places eingetragen (Stand 9. April 2018).

## Demografische Daten

Alterspyramide des Clark County

Nach der Volkszählung im Jahr 2000 lebten im Clark County 144.742 Menschen in 56.648 Haushalten und 39.370 Familien. Die Bevölkerungsdichte betrug 140 Einwohner pro Quadratkilometer. Ethnisch betrachtet setzte sich die Bevölkerung zusammen aus 88,12 Prozent Weißen, 8,95 Prozent Afroamerikanern, 0,28 Prozent amerikanischen Ureinwohnern, 0,53 Prozent Asiaten, 0,02 Prozent Bewohnern aus dem pazifischen Inselraum und 0,53 Prozent aus anderen ethnischen Gruppen; 1,58 Prozent stammten von zwei oder mehr Ethnien ab. 1,17 Prozent der Bevölkerung waren spanischer oder lateinamerikanischer Abstammung.
Von den 56.648 Haushalten hatten 31,4 Prozent Kinder und Jugendliche unter 18 Jahre, die bei ihnen lebten. 52,6 Prozent waren verheiratete, zusammenlebende Paare, 12,8 Prozent waren allein erziehende Mütter, 30,5 Prozent waren keine Familien, 26,0 Prozent waren Singlehaushalte und in 11,1 Prozent lebten Menschen im Alter von 65 Jahren oder darüber. Die Durchschnittshaushaltsgröße betrug 2,49 und die durchschnittliche Familiengröße lag bei 2,97 Personen.
Auf das gesamte County bezogen setzte sich die Bevölkerung zusammen aus 25,1 Prozent Einwohnern unter 18 Jahren, 9,1 Prozent zwischen 18 und 24 Jahren, 26,8 Prozent zwischen 25 und 44 Jahren, 24,3 Prozent zwischen 45 und 64 Jahren und 14,7 Prozent waren 65 Jahre alt oder darüber. Das Durchschnittsalter betrug 38 Jahre. Auf 100 weibliche Personen kamen 92,5 männliche Personen. Auf 100 Frauen im Alter von 18 Jahren oder darüber kamen statistisch 88,6 Männer.
Das jährliche Durchschnittseinkommen eines Haushalts betrug 40.340 USD, das Durchschnittseinkommen der Familien betrug 48.259 USD. Männer hatten ein Durchschnittseinkommen von 37.157 USD, Frauen 24.688 USD. Das Prokopfeinkommen betrug 19.501 USD. 7,9 Prozent der Familien und 10,7 Prozent der Bevölkerung lebten unterhalb der Armutsgrenze. Davon waren 14,9 Prozent Kinder oder Jugendliche unter 18 Jahre und 8,2 Prozent waren Menschen über 65 Jahre.

## Orte in Clark County

### Städte
- New Carlisle
- Springfield

### Dörfer
| - Catawba - Clifton - Donnelsville | - Enon - North Hampton - South Charleston | - South Vienna - Tremont City |

### Census-designated places

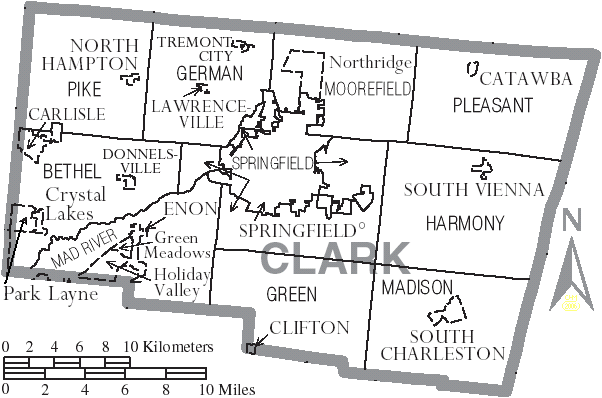
Karte des Clark County.

| - Crystal Lakes - Green Meadows | - Holiday Valley - Lawrenceville | - Northridge - Park Layne |

### Townships
| - Bethel Township - German Township - Green Township - Harmony Township | - Mad River Township - Madison Township - Moorefield Township | - Pike Township - Pleasant Township - Springfield Township |